# 칼텍스
칼텍스(Caltex)는 아시아 태평양, 중동, 남아프리카 지역의 60개국 이상에서 사용되고 있는 미국 셰브런(Chevron Corporation)의 석유 브랜드명이다.
Caltex는 Texas Company(이후 Texaco, Inc.)와 Standard Oil of California(현 Chevron Corp.) 간의 합작투자 기업인 California Texas Oil Company로서 1936년 설립되었다. 1968년 Caltex Petroleum Corp.으로 사명 변경하였고, 2001년 두 모기업 합병에 의해 ChevronTexaco로 변경되었으며, 현재는 주요 국제 브랜드명으로 남아있다. 대한민국에서는 1967년부터 셰브런사가 GS Caltex(GS칼텍스) 브랜드명으로서 운영하고 있다.

## 같이 보기
- GS칼텍스